# BLU-109

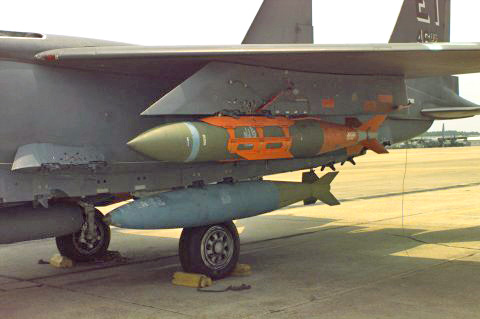
BLU-109 embaixo de um F-15E configurada como um JDAM

A BLU-109 é uma bomba de penetração usada pelos americanos. BLU é a sigla de Bomb Live Unit. Foi criada para penetrar abrigos de concreto antes de explodir. A BLU-109 possui uma ogiva de 25.4mm de grossura, com 240 kg de Tritonal. Entrou em serviço em 1985.

## Operadores
A BLU-109 foi vendida a vários aliados dos Estados Unidos:
- Estados Unidos:  Força Aérea dos EUA
- Coreia do Sul:  Força Aérea da Coreia do Sul
- Turquia:  Força Aérea Turca
- Israel:  Força Aérea Israelense
- Arábia Saudita:  Força Aérea Saudita
- Emirados Árabes Unidos:  Força Aérea dos Emirados Árabes Unidos